# Витривалість (екологія)
Витривалість — в екології, біології, рослинництві і тваринництві — здатність живих організмів переносити несприятливі впливи навколишнього середовища. 
Висока витривалість сприяє виживанню виду, низька — веде до скорочення і зникнення виду.